# منى الفالح
منى الفالح (1982 -)، ممثلة إماراتية. شاركت في بعض الأعمال التلفزيونية مثل مسلسل "حاير طاير" ومسلسل "أبله نورة"، ومسلسل "حظ يا نصيب"، واشتهرت الفالح بدور الشريرة في مسلسل الداية أمام الفنانة حياة الفهد، هي مبتعدة عن التمثيل منذ عام 2011 دون أي تصريحات حول اعتزالها.

## أعمالها الفنية[2]

### الممثلة منى الفالح لها بعض الأعمال الفنية ، والتي تركزت في الاعمال التلفزيونية والتي نذكر منها:
- نص درزن.مسلسل، 2008، من تأليف يوسف إبراهيم ، وإخراج عمار رضوان، وبمشاركة سميرة أحمد، وزهرة عرفات.
- حظ يا نصيب.مسلسل، 2008، من تاليف جمال سالم وإخراج عارف الطويل، وبمشاركة جابر نغموش، وأحمد الجسمي ، وجسدت فيه منى الفالح دور"عفرا".

- ابلة نوره.مسلسل 2008، من تأليف هبة مشاري حمادة، وإخراج عارف الطويل، وبمشاركة حياة الفهد، وفاطمة الحوسني، ولعبت فيه منى دور "بشاير".
- حاير طاير(ج5) مسلسل2008، من تاليف جمال سالم، وإخراج عارف الطويل، وبمشاركة جابر نغموش وحبيب غلوم.
- الداية.مسلسل2008، من تاليف حياة الفهد وإخراج إياد الخزوز، وبمشاركة حياة الفهد، ومحمد جابر، ومثلت فيه الفالح دور "نجلاء".
- رحلة شقى.
- طماشة 2
- عماكور.مسلسل 2009، من تأليف سفيان عبدالإله ، وإخراج أحمد سويداني، وبمشاركة عبدالناصر درويش، وهند البلوشي.
- أوراق الحب.مسلسل 2010، من تأليف وائل نجم ، وإخراج إياد الخزوز، وبمشاركة ميساء مغربي، شهاب جوهر.
- بنات شما.مسلسل 2010، من تأليف صالحة غابش، وإخراج فؤاد سليمان، وبمشاركة سميرة أحمد وفاطمة الحوسني.
- بعدك طيب.مسلسل 2010، من تأليف سلوان، وإخراج محمد دحام الشمري، وبمشاركة صلاح الملا، وعبدالله عبدالعزيز.
- شر النفوس 2.
- خيوط ملونة.مسلسل2010، من تأليف عبدالعزيز الحشاش، وإخراج منير الزعبي، وبمشاركة عبدالعزيز الجاسم، وزهرة عرفات.
- طماشة (ج3)مسلسل 2011، من إخراج شعلان الدباس، وبمشاركة فاطمة الحوسني، وجابر نغموش.

## وصلات خارجية
- منى الفالح على موقع قاعدة بيانات الأفلام العربية